# Valentin Rathgeber

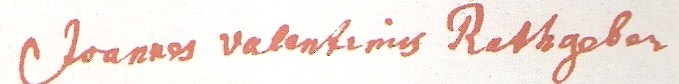
Unterschrift: Joannes Valentinus Rathgeber

Johann Valentin Rathgeber OSB (* 3. April 1682 in Oberelsbach; † 2. Juni 1750 im Kloster Banz) war ein deutscher Benediktinermönch, Komponist, Organist und Chorleiter des Barock.

## Leben und Wirken

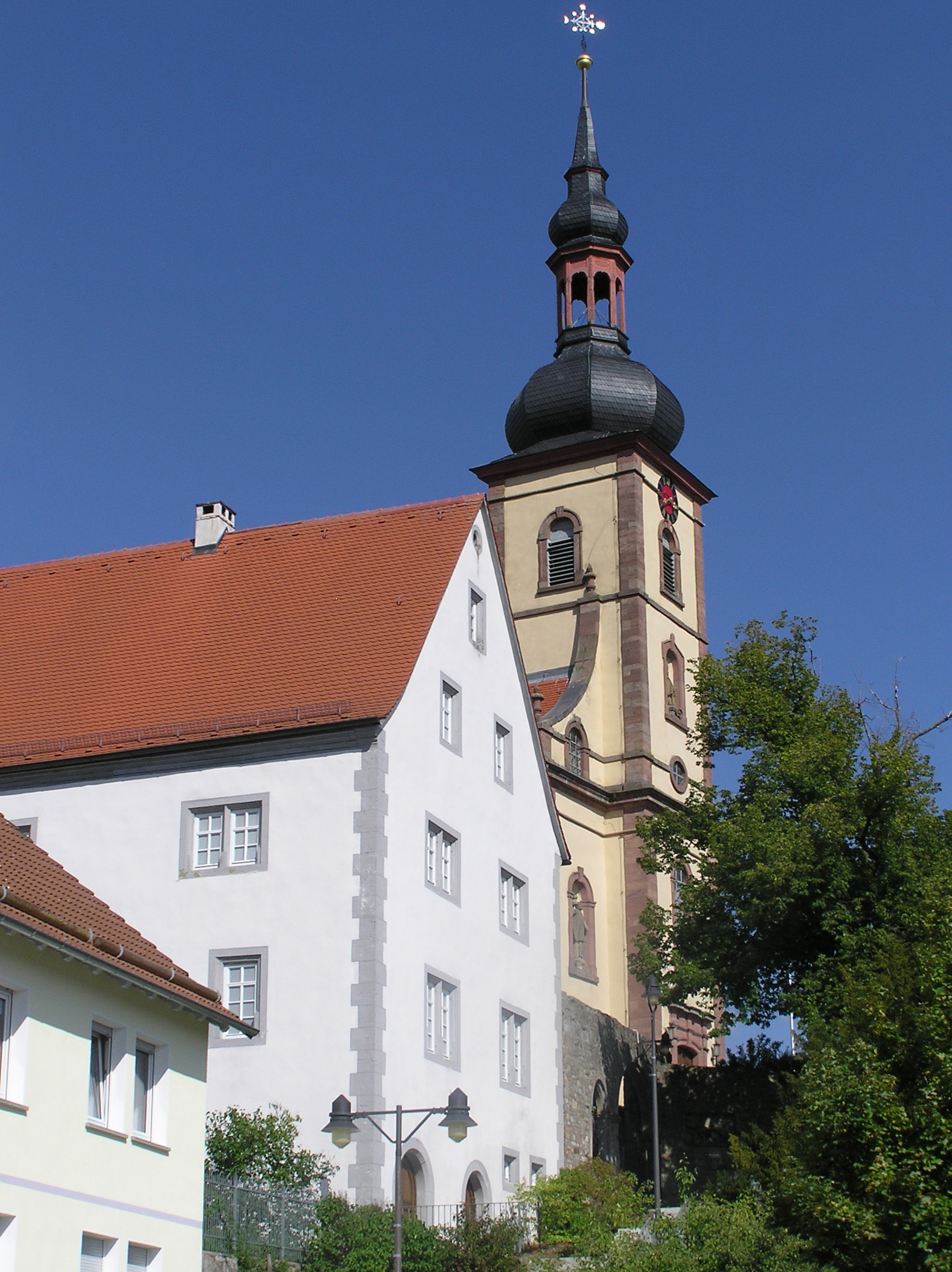
Valentin Rathgebers Geburtshaus und die Pfarrkirche in Oberelsbach

Johann Valentin Rathgeber war das sechste Kind der Eheleute Valentin Rathgeber (1643–1711) und Anna Rathgeber, geborene Scheuplein. Von seinem Vater, Lehrer und Organist in Oberelsbach, erhielt er den ersten Musikunterricht. Nach dem Besuch der Lateinschule begann er mit 19 Jahren im Jahr 1701 ein Studium an der Universität Würzburg, zunächst in den Fächern Rhetorik, Mathematik und Rechtswissenschaften. Später wechselte er zum Fach Theologie. Seine erste Stellung trat er 1704 als Schulmeister und Organist am Juliusspital in Würzburg an. Im Jahr 1707 übernahm er die Stelle des Musikers und Kammerdieners beim Abt des Klosters Banz, Kilian Düring (1641–1720). Am 26. November des genannten Jahres trat er als Novize in den Benediktinerorden ein und legte am 26. Dezember 1708 die Profess ab. Am 21. September 1709 empfing er im Würzburger Kiliansdom die Subdiakonatsweihe, am 20. September die Diakonatsweihe und schließlich am 19. Dezember 1711 die Priesterweihe. Als Ordensnamen wählte er seinen zweiten Taufnamen Valentin. Seitdem war er als Organist, Chorleiter und Prediger, später auch als Regens am Kloster Banz tätig, wo er bis an sein Lebensende blieb. Zur Erforschung der Biografie und der Werke Rathgebers wurde die Internationale Valentin-Rathgeber-Gesellschaft gegründet.

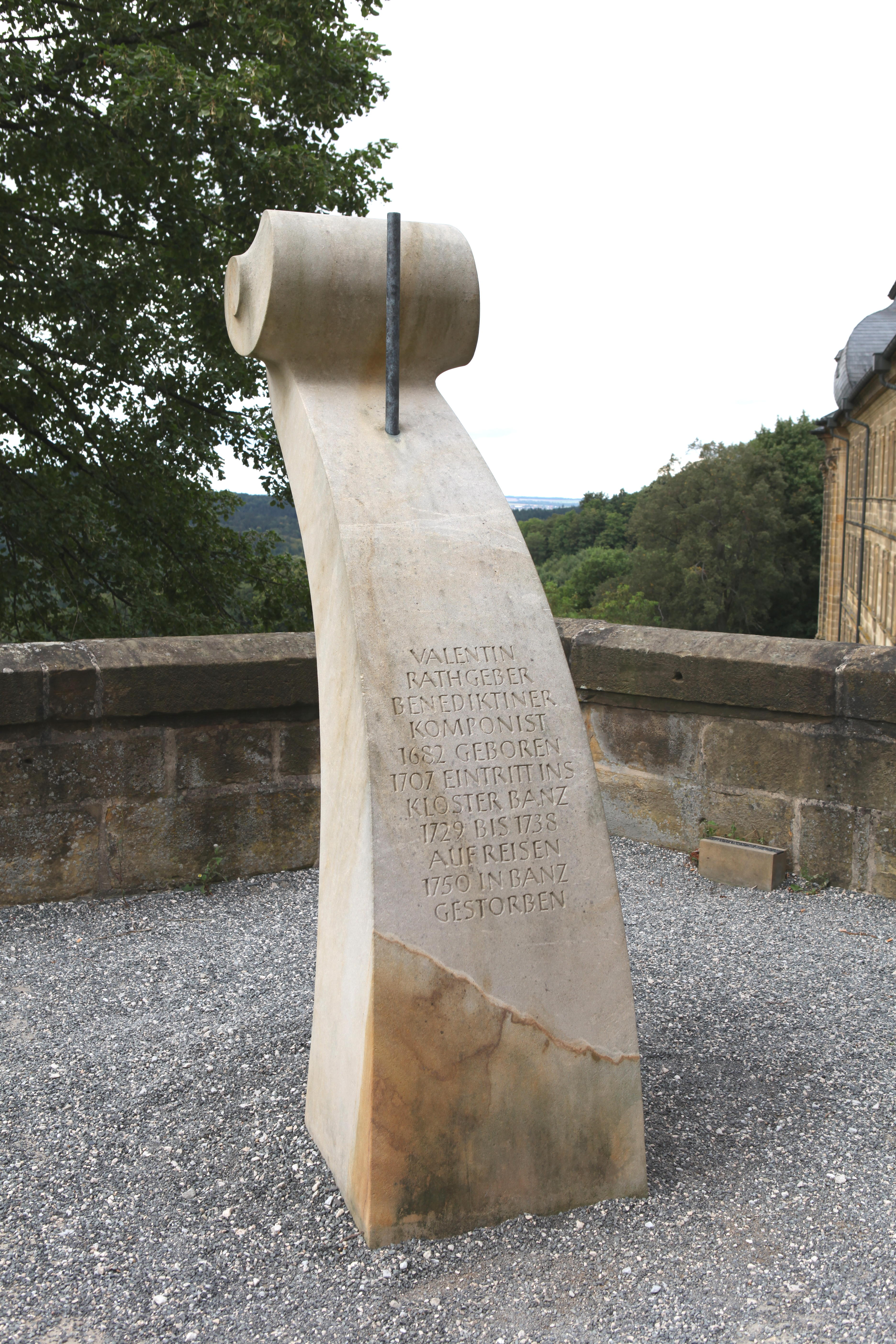
Denkmal im Banzer Klosterhof

In den Jahren 1729–1738 unternahm der Komponist eine möglicherweise unerlaubte Studienreise, nachdem seine Bitte, sich im Rahmen der Reise über die Neuerungen auf musikalischem Gebiet fortbilden zu dürfen, vermutlich vom Abt abgelehnt worden war. Dokumentierte Stationen dieser Reise waren unter anderem Mainz, Bonn, Köln, Trier und Stuttgart; ab 1731 führte ihn seine Reise über Schloss Montfort, 1732 Wettingen (im Schweizer Kanton Aargau), Pfäfers bei St. Gallen, 1733 Wasserburg, Habach am Staffelsee und 1734 zum oberbayerischen Kloster Scheyern. Meistens kam er in Benediktinerklöstern unter und bedankte sich bei seinen Gastgebern mit Widmungen seiner Kompositionen. In den Jahren 1734 bis 1738 weilte Rathgeber überwiegend in Augsburg und München und verbrachte dazwischen das Jahr 1735 besuchsweise in den Benediktinerklöstern Stift Admont in der Steiermark und Abtei Pannonhalma bei Raab in Ungarn.
Am 2. September kehrte Rathgeber nach Kloster Banz zurück. Wegen seines unerlaubten Weggangs neun Jahre zuvor wurde er zunächst 17 Tage lang inhaftiert und verbrachte diese Zeit angeblich in einem unterirdischen Gefängnis des Klosters. Anschließend wurde er nach Beichte und Erneuerung des Ordensgelübdes auf Grund der Fürsprache von Gönnern wieder in die Ordensgemeinschaft aufgenommen und durfte wieder seine bisherigen Ämter wahrnehmen. Im Jahr 1744 wird sein Name in der Gästeliste des Kurortes Bad Kissingen erwähnt. Rathgeber litt in seinen letzten Lebensjahren an der Gicht und verstarb im Juni 1750 an den Folgen eines Schlaganfalls.
Ob der Komponist sein Kloster mit oder ohne Zustimmung des Abts für die Bildungsreise verlassen hat, wird kontrovers diskutiert. Nachdem er sich in dieser Zeit überwiegend in anderen Benediktinerklöstern aufgehalten hat, spricht diese Tatsache gegen einen unerlaubten Weggang, weil die Äbte der anderen Klöster ihn dann gemäß der benediktinischen Regel nicht hätten aufnehmen dürfen; er hätte dann als „Gyrovage“ (regellos umherschweifender Mönch, RB 61, 13–14) gegolten. Andererseits spricht der belegte Gefängnisaufenthalt und vielleicht auch die Erneuerung des Gelübdes für einen unerlaubten Weggang. Diese Schlussfolgerung wird aber durch die Tatsache abgeschwächt, dass Mönche nach einer längeren Reise nichts von ihren Erlebnissen außerhalb des Klosters erzählen durften (RB 67,5) und zu diesem Zweck eine gewisse Zeit getrennt von den anderen Mönchen in größerer Zurückgezogenheit leben mussten. Außerdem ist die Erneuerung des Gelübdes bei den Benediktinern ohnehin in regelmäßigen Abständen üblich.

## Bedeutung
Valentin Rathgeber war ein vielseitiger und produktiver Komponist, der vor allem die praktischen Erfordernisse der Musikausübung in den ländlichen Pfarreien im Blick hatte. Seine Werke wurden ab 1721 in Augsburg verlegt, und er machte sich damit einen Namen als Komponist von leicht ausführbarer Kirchenmusik, für die er einen großen Markt erkannte und überhaupt erst eröffnete. In den Jahren der Wanderschaft konnte er auch auf dem Gebiet der weltlichen Musik Erfolge verbuchen: Seine Kompositionen und Arrangements in seinem Tafel-Confect fanden große Resonanz. Sein Schwerpunkt lag jedoch auf der geistlichen Vokalmusik. Sein Gesamtwerk umfasst mehrere hundert Opuszahlen, die vor allem aus Messen, Hymnen, Arien, Litaneien, Requien, Magnificats, Offertorien und Instrumentalkonzerten bestehen.
Sein Augsburger Tafel-Confect (kurz für Ohren-vergnügendes und Gemüth-ergötzendes Tafel-Confect) ist eine Liedersammlung, aus der zum Nachtisch musiziert werden sollte, im Gegensatz zur Tafelmusik zum Hauptgang. Er veröffentlichte sie anonym in drei Büchern 1733, 1737 und 1739; Johann Caspar Seyfert (1697–1767) fügte 1746 ein viertes Buch hinzu. Max Friedlaender edierte 1902 Teile des damals ganz vergessenen Tafel-Confects und wies nach, dass es von Valentin Rathgeber stammt. Eine ähnliche Sammlung entstand 1740 mit der Ostracher Liederhandschrift, die dem Zisterzienserpater Theobald Vogler zugeschrieben wird. Das Tafel-Confect stellt sich schon dem Titel nach in die Tradition der gedruckten, generalbass-begleiteten Liedersammlungen, wie sie im 17. Jahrhundert von Jacob Banwart (1609–1657), Samuel Friedrich Capricornus (1628–1665), Wolfgang Carl Briegel (1626–1712) und anderen komponiert und herausgegeben worden waren. Wie diese behandeln Rathgebers Lieder beispielsweise volkstümliche Themen, Wettstreite von Berufsständen, das Studentenleben, und karikieren mit geschickter musikalischer Ironie die Musikausübung, allerdings teilweise mit antisemitischen Affekten. Eine ganze Reihe von Stücken ist nahezu szenisch angelegt, welche damit in den Bereich der weltlichen Kantate hineinragen. Der Komponist entlehnte hier teilweise Texte und Melodien aus dem populären Liedgut seiner Zeit – ähnlich wie das Quodlibet in Bachs Goldberg-Variationen (BWV 988), dessen melodische Vorlage sich ebenfalls im Tafel-Confect befindet: „Salvete hospites“ (im 2. Teil, Nr. 7); zum anderen Teil stehen dort Neukompositionen von Rathgeber. Für die Musik des 18. Jahrhunderts war diese Sammlung von besonderer Bedeutung, was sich gerade daran zeigt, dass sie zum Materialfundus für spätere Komponisten wurde. Der Musikwissenschaftler D. Cushman hat dies 1973 am Beispiel von Joseph Haydn nachgewiesen.

## Werke
Nach dem Forschungsstand von 2015 sind folgende Werke Valentin Rathgebers erhalten: 164 Offertorien, 61 marianische Antiphonen, 42 Messen, 36 Hymnen, 16 Geistliche Arien, 15 Psalmen, 14 Vespern, 13 Litaneien, 1 Requiem, 8 Miserere-, 6 Tantum ergo-, drei Tenebrae-, drei Magnificat-, zwei Te Deum-, zwei Libera-me-Vertonungen, eine Komplet, 60 „Schlagarien“ (für Tasteninstrumente), darunter 10 Pastorellen für die Weihnachtszeit, 39 Lieder (so z. B. Worte und Weise des bekannten Liedes Alleweil ein wenig lustig) und Arien aus dem Augsburger Tafelconfect sowie 24 Instrumentalkonzerte.
- Opus I Octava musica clavium octo musicarum in Missis octo musicalibus (Messkompositionen)
- Opus II (Vespern)
- Opus III (Messen)
- Opus IV (Offertorien mit Instrumentalbegleitung)
- Opus V (Antiphonen für das Kirchenjahr)
- Opus VI Chelys sonora (24 weltliche Instrumentalkonzerte, 1728)
- Opus VII (Messen für das Kirchenjahr)
- Opus VIII (Requien und Libera)
- Opus IX Psalmodia vespertina (Vesperzyklus)
- Opus X (lateinische und deutsche Arien)
- Opus XI (Hymnen)
- Opus XII (ländliche Messen und Stadtmessen)
- Opus XIII (Miserere und Tantum ergo)
- Opus XIV (Offertoriumszyklus in 3 Teilen)
- Opus XV (Offertorien)
- Opus XVI (Antiphonen)
- Opus XVII (Vesperzyklus)
- Opus XVIII (Litaneien)
- Opus XIX (Messen)
- Opus XX (Offertorien)
- Opus XXI Ohren-vergnügendes und Gemüth-ergötzendes Tafel-Confect. Bestehend aus vier Büchern 1- bis 4-stimmigen Liedern und Instrumentalwerken. (1733, 1737, 1746, auch Augsburger Tafel-Confect genannt)
- Opus XXII Musikalischer Zeitvertreib (1743, 60 Arien für ein Tasteninstrument, davon 10 Pastoralen für die Weihnachtszeit).

## Beispiel für den Instrumentalstil Rathgebers
Aria pastorella (Ulrich Metzner, Orgel)

## Tonaufnahmen
- Valentin Rathgeber: „Ohren-vergnügendes und Gemüth-ergötzendes Tafel-Confect (Auswahl)“, Augsburger Tafelkonfekt, Carus, Stuttgart 1985
- Musik aus Kloster Banz. Werke des fränkischen Barockmeisters Pater Valentin Rathgeber: Missa Sanctorum Apostolorum und Schlagarien, Kammerchor des Hans-Sachs-Chores Nürnberg, Fränkisches Kammerorchester Nürnberg, Leitung Wolfgang Riedelbauch, Mitra Digital, 1994
- Valentin Rathgeber: Missa F-dur "Declina a malo", Gemischter Chor Wollaberg, Leitung: Siegfried Spindler, 1997
- Johann Valentin Rathgeber. Geistliche Werke, Valentin-Rathgeber-Gesellschaft, 1998
- Freu Dich, Du Himmelskönigin. Valentin Rathgeber, Marienwerke, Valentin-Rathgeber-Gesellschaft, 2004
- Augsburger Tafelkonfekt. canto tanto (Monika Frimmer, Christa Bonhoff, Dantes Diwiak, Peter Kooij), Das Neu-Eröffnete Orchestre, Leitung: Jürgen Sonnentheil. cpo, 2005.
- Messe von Muri, Concerti, Capella Murensis, ensemble arcimboldo, Leitung: Johannes Strobl/Thilo Hirsch, Audite, 2007
- Johann Valentin Rathgeber. Rosenkranzkönigin, Valentin-Rathgeber-Gesellschaft, 2007
- Missa S. P. Benedicti B-Dur, Monteverdi-Ensemble Würzburg, Leitung: Matthias Beckert, cpo, 2010
- Barockvesper zu Ehren des Heiligen Benedikt, Valentin-Rathgeber-Gesellschaft, 2011.

## Rundfunk
- Valentin Rathgeber auf der Seite des Bayerischen Rundfunks
- BR-Klassik: Was heute geschah, 3. April 1682: In Oberelsbach in der Rhön wird der Benediktinermönch und Komponist Johann Valentin Rathgeber geboren. Sendung über Valentin Rathgeber am 3. April 2012.

## Ausstellungen, Symposien und Vorträge
Ausstellungen
- Valentin Rathgeber. Leben – Werk – Bedeutung, Wanderausstellung; im April 2009 im Museum Obere Saline in Bad Kissingen; im Oktober 2009 im Stadtmuseum in Bad Staffelstein; im Juni 2010 in der Elstalhalle in Oberelsbach; von Juni bis September 2011 im Diözesanmuseum Bamberg; von September bis Dezember 2011 im Dommuseum Fulda; von Februar bis April 2012 im Orgelbaumuseum Ostheim vor der Rhön; von Juli bis September 2012 im Museum Bayerisches Vogtland Hof; von 18. März bis 23. Mai 2013 im Henneberg-Museum Münnerstadt; von 26. Mai bis 28. Juli 2013 Im Kloster Sankt Ottilien; seit 31. Juli 2013 im Kreuzgang des Klosters Scheyern.

Symposien
- Rathgeber im Kontext, Erstes Internationales Rathgeber-Symposium (Juni 2007)
- An der Schwelle zur Klassik – Johann Valentin Rathgeber, Zweites Internationales Rathgeber-Symposium (Juni 2010).

Vorträge
- Johann Valentin Rathgeber. Leben – Werk – Bedeutung, Vortrag von Erasmus Gaß, Bad Kissingen, 9. April 2009
- Das Ohr am Puls der Zeit – ein Klosterkomponist auf Tonsuche, Vortrag von Ludger Stühlmeyer, Hof, 6. Juli 2012
- Dem Klosterleben war ich ergeben, Vortrag von Berthold Gaß, St. Ottilien, 26. Mai 2013.

## Nach Rathgeber benannte Gebäude und Orte
Gebäude

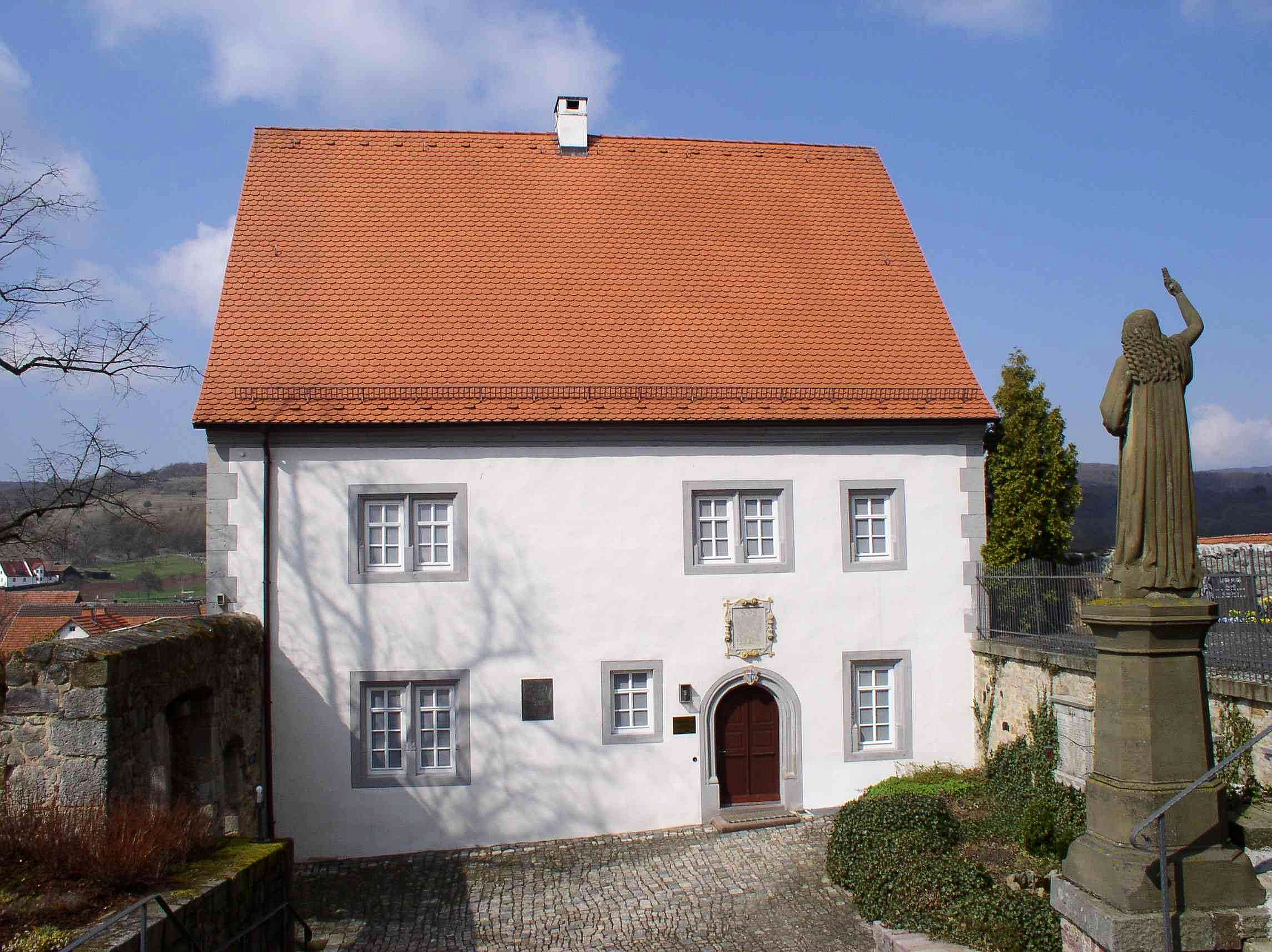
Valentin-Rathgeber-Haus, heute Museum in Oberelsbach

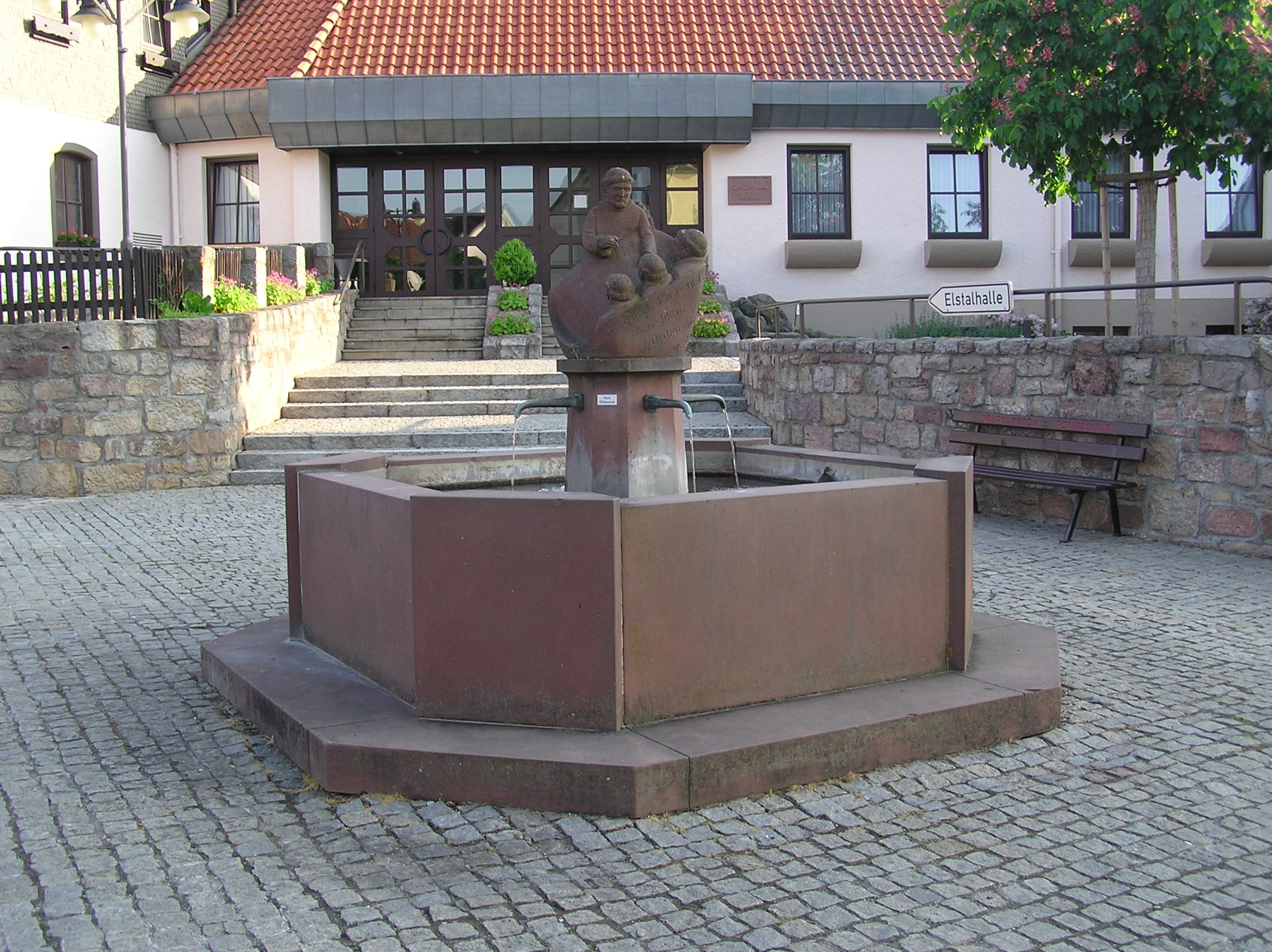
Rathgeber-Brunnen in Oberelsbach

- Valentin-Rathgeber-Haus; Museum in Oberelsbach
- Rathgeber-Brunnen vor der Elstalhalle in Oberelsbach
- Valentin-Rathgeber-Schule Oberelsbach
- Pater-Valentin-Rathgeber-Schule in Unnersdorf (Bad Staffelstein)

Straßen
- Valentin-Rathgeber-Straße in Bamberg (Babenberger Viertel)
- Valentin-Rathgeber-Straße in Bad Kissingen
- Pater-Valentin-Rathgeber-Straße in Bad Staffelstein
- Rathgeberstraße in Herzogenaurach
- Rathgeberstraße in Ingolstadt (Piusviertel)
- Valentin-Rathgeber-Straße in Bad Neustadt an der Saale
- Rathgeberstraße in Oberelsbach
- Rathgeberstraße in Wangen im Allgäu